# Isonychus lojanus
Isonychus lojanus är en skalbaggsart som beskrevs av Frey 1967. Isonychus lojanus ingår i släktet Isonychus och familjen Melolonthidae. Inga underarter finns listade i Catalogue of Life.